# Satartia
Satartia és una població dels Estats Units a l'estat de Mississipi. Segons el cens del 2000 tenia 68 habitants.

## Demografia
Segons el cens del 2000, Satartia tenia 68 habitants, 28 habitatges, i 22 famílies. La densitat de població era de 175 habitants per km².
Dels 28 habitatges en un 25% hi vivien nens de menys de 18 anys, en un 64,3% hi vivien parelles casades, en un 10,7% dones solteres, i en un 17,9% no eren unitats familiars. En el 14,3% dels habitatges hi vivien persones soles el 10,7% de les quals corresponia a persones de 65 anys o més que vivien soles. El nombre mitjà de persones vivint en cada habitatge era de 2,43 i el nombre mitjà de persones que vivien en cada família era de 2,7.
Per edats la població es repartia de la següent manera: un 17,6% tenia menys de 18 anys, un 5,9% entre 18 i 24, un 22,1% entre 25 i 44, un 38,2% de 45 a 60 i un 16,2% 65 anys o més.
L'edat mediana era de 50 anys. Per cada 100 dones de 18 o més anys hi havia 100 homes.
La renda mediana per habitatge era de 36.875 $ i la renda mediana per família de 43.500 $. Els homes tenien una renda mediana de 28.750 $ mentre que les dones 38.333 $. La renda per capita de la població era de 17.073 $. Cap de les famílies i el 4,7% de la població estaven per davall del llindar de pobresa.

## Poblacions més properes
El següent diagrama mostra les poblacions més properes.